# Michel Chasles
Michel Chasles (Epernon, 15 de novembro de 1793 — Paris, 18 de dezembro de 1880) foi um matemático francês.
Educado em Paris, abandonou o comércio para dedicar-se à matemática. Em 1829, perante a Academia de Bruxelas, expôs sua descoberta de princípios gerais de geometria: dualidade e homografia. Ampliando-os, escreveu em 1837 sua Apreciação histórica sobre a origem e o desenvolvimento dos métodos em geometria.
Foi professor de mecânica e geodésia de Escola Politécnica de Paris (1841) e mais tarde de geometria superior na Sorbonne. É considerado um dos maiores geômetras de todos os tempos, com fundamentais contribuições à ciência.
Chasles e Jakob Steiner elaboraram independentemente a moderna geometria projetiva. Chasles usou seu 'método de características' e seu 'princípio de correspondência' para resolver inúmeros problemas e as soluções foram publicadas em Comptes Rendus. O problema da atração de um elipsóide num ponto externo foi por ele resolvido em 1846.